# Hennessy Road
Hennessy Road (cinese: 軒尼詩道) è una via transitabile sull'isola di Hong Kong, nello stato Hong Kong.

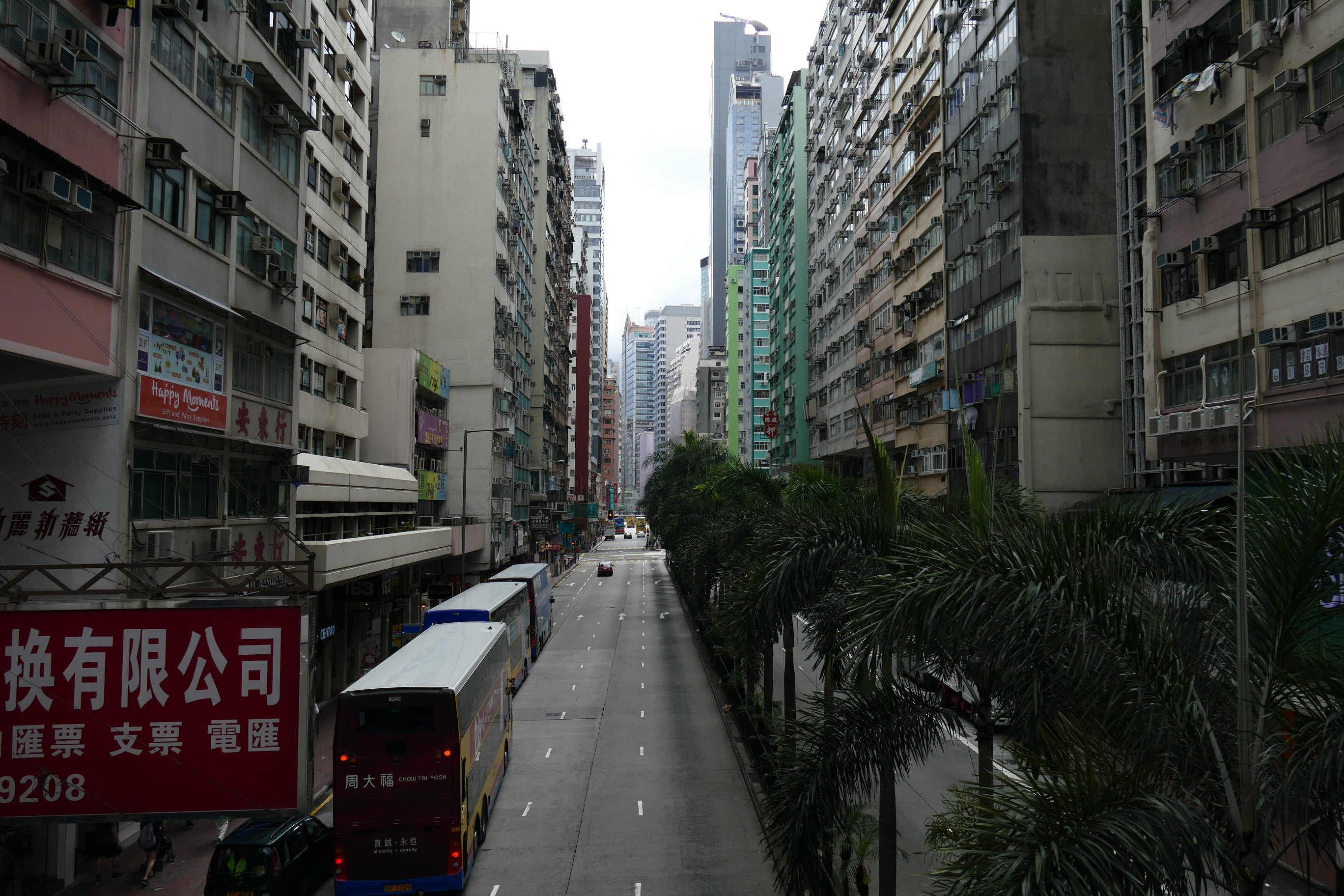
Vista Hennessy road

## Descrizione
È una strada a doppio senso con 2 o 3 corsie di traffico su ciascun lato, i tram percorrono parti della strada. La strada è stata costruita nel XX secolo ed è lunga 1,86 chilometri.
La strada prende il nome da John Pope Hennessy, governatore di Hong Kong tra il 1877 e il 1882.
È anche una delle strade occupate durante le proteste di Hong Kong del 2014.